# Batesville (Arkansas)
|  | Dieser Artikel wurde aufgrund von inhaltlichen Mängeln auf der Qualitätssicherungsseite des Projektes USA eingetragen. Hilf mit, die Qualität dieses Artikels auf ein akzeptables Niveau zu bringen, und beteilige dich an der Diskussion! Eine nähere Beschreibung der zu behebenden Mängel fehlt. |

Batesville ist eine Stadt im Independence County im US-amerikanischen Bundesstaat Arkansas. Das U.S. Census Bureau hat bei der Volkszählung 2020 eine Einwohnerzahl von 11.191 ermittelt. Batesville ist Sitz der County-Verwaltung (County Seat). Das Stadtgebiet hat eine Größe von 27,5 km².

## Geschichte
Batesville ist die zweitälteste Stadt in Arkansas und wurde benannt nach James Woodson Bates. Die erste Ansiedlung im jetzigen Batesville begann bereits 1810. Registriert wurde der Ort als Stadt am 25. September 1839.

## Bildungseinrichtungen
Für die schulischer Weiterbildung sorgt das am Ort ansässige Lyon College.

## Söhne und Töchter der Stadt
- Mark Martin (* 1959), NASCAR-Rennfahrer
- William Read Miller (1823–1887), Politiker und zwischen 1877 und 1881 Gouverneur von Arkansas
- Samuel W. Peel (1831–1924), Politiker, Mitglied im US-Repräsentantenhaus